# 제천시의 지질

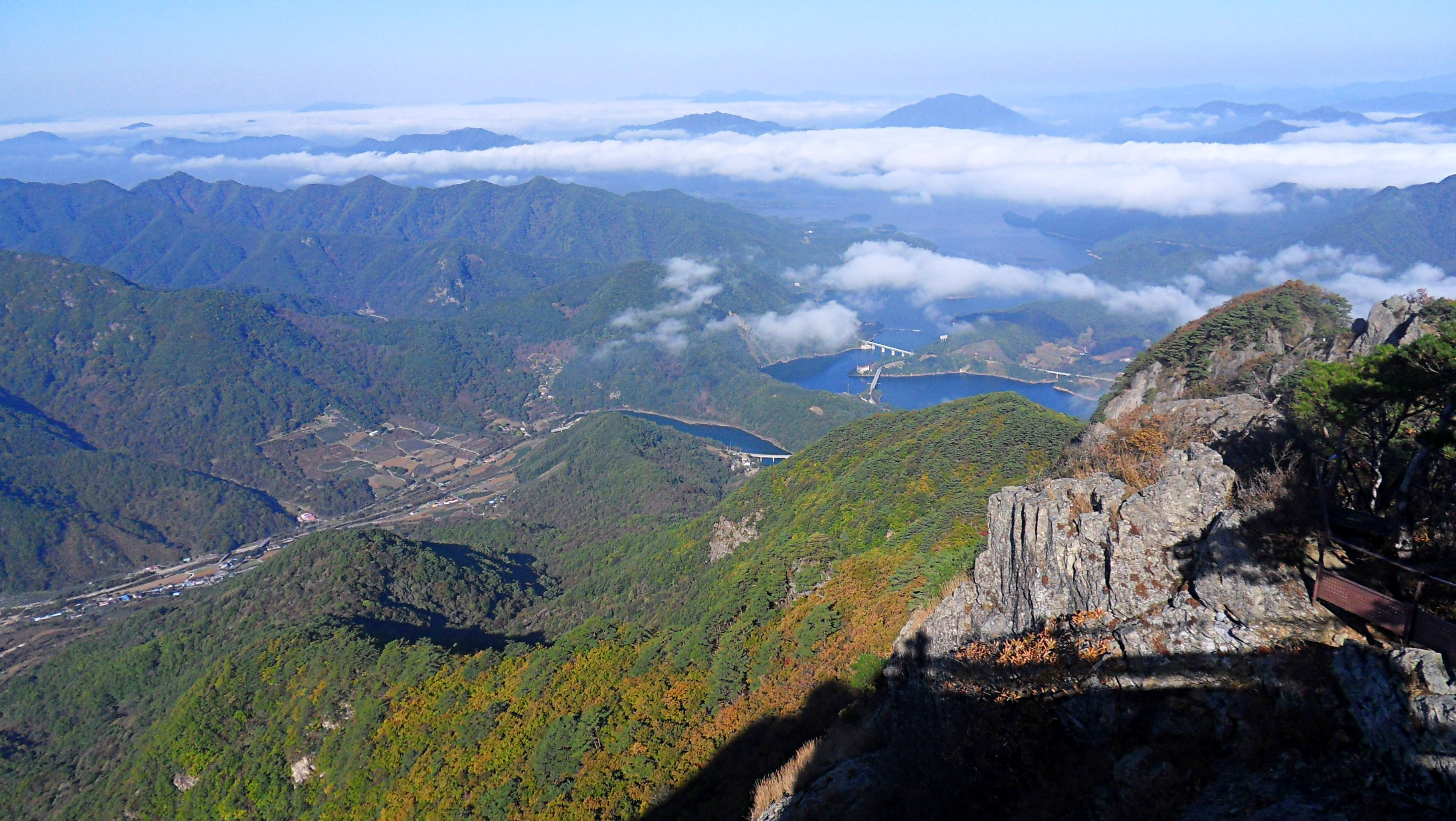
월악산에서 바라본 충주호. 사진의 암석은 조선 누층군 대석회암층군 석회규산염암에 해당하는 암석이다.

본 문서에서는 대한민국 충청북도 제천시의 지질 및 제천시의 광산과 지하자원에 대해 설명한다.

## 개요
제천시는 영남 지괴와 옥천 습곡대의 경계에 위치하여, 북서부에는 선캄브리아기의 편마암류가, 남동부의 충주호 주변에는 퇴적암인 고생대 조선 누층군과 지질시대를 알 수 없는 옥천 누층군이 분포한다. 1:5만 지질도폭,
- 신림 지질도폭(1974) 남부 (백운면 북부, 구학산, 봉양읍 북부, 감악산, 송학면 북서부)[2]
- 영월 지질도폭(1962) 남서부 (송학면 동부)
- 제천 지질도폭(1967) 대부분 (백운면 남부, 박달재, 봉양읍, 청풍면 북부, 금성면)
- 영춘 지질도폭(1962) 북서부 (두학동, 자작동)[3]
- 황강리 지질도폭(1967) 중·동부 (청풍면 남부, 한수면, 덕산면, 수산면)[4]

에 해당한다.

## 선캄브리아기변성암
선캄브리아기의 편마암류는 경기 지괴/경기 육괴에 해당하는 제천시 북서부 지역인 백운면과 박달재 주변에 분포하며 이후 원주시와 치악산 지역으로 연속된다. 

### 박달재 변성암류
박달재를 중심으로 분포하는 편마암류는, 고개 이름을 따 박달재 변성암류(Precambrian Bakdaljae Rocks)라 불린다. 박달재 변성암류는 제천시 서부 변성암류의 기저를 이루며 박달재를 중심으로 남-북으로 발달한다. 조선 누층군 하부에 있으며 중생대 화강암에 의해 관입당해 있다. 박달재 변성암류는 호상 화강암질 편마암, 흑운모 반화강암질 편마암, 안구(眼球)상 편마암으로 구성된다.

## 고생대조선 누층군
고생대 초기 오르도비스기에 형성된 조선 누층군은 제천시 동부 영월군과 단양군과의 경계 지역과 청풍호 주변에 넓게 분포한다. 제천시에 분포하는 조선 누층군은 대석회암층군 또는 조선 누층군 영월층군의 일부로서 돌로마이트를 주로 하는 흥월리층과 석회암을 주로 하는 삼태산층으로 구성된다.

### 흥월리층
대석회암층군 (흥월리층) 돌로마이트(Joseon supergroup Heungwolri Dolomite Formation, 興月里層, 또는 와곡층)은 제천시에 분포하는 영월층군 중 최하부 지층으로, 금성면 대장리, 청풍면 후산리, 광의리, 청풍면 연론리, 단리와 수산면 고명리와의 경계 지역, 수산면 수산리, 구곡리와 전곡리 지역에 따로 떨어져 국지적으로 분포한다. 대장리에 분포하는 흥월리층은 대장리 단층을 중심으로 분포된 것으로서 돌로마이트의 표식적인 발달 지역이다. 후산리 서부에서는 후산리에서 청풍면 사오리로 가는 고개 서측에서는 본 층 상부에 덮인 삼태산층과의 경계면이 관찰되며 또 일부에서는 흥월리층과 삼태산층 위에 경사 부정합으로 놓인 서창리층이 있기도 하다. 동측은 수름산 단층으로 끊긴다. 청풍면 광의리에 해당하는 비봉산 북사면에 소규모로 분포하는 흥월리층은 삼태산층과의 구별이 용이하며 비봉산 산정에 애추(崖錐, talus)를 형성하고 있다. 수산면 고명리와 청풍면 단리 지역의 주향과 경사는 북서 20~50°및 북동 40~60°가 지배적이며 습곡의 영향으로 남서로 경사하는 부분도 있다. 흥월리층의 암상은 연회색 내지 암회색이 대부분이나 회백색, 백색, 분홍색인 것도 부분적으로 보인다. 괴상(塊狀)으로서 편리 구조가 극히 희미하거나 보이지 않으며 대부분 돌로마이트로 구성된다. 습곡 내지는 단층에 의해서 지층의 상부만이 적게 노출되었으므로 전체 두께는 알 수 없다.
제천시의 조선 누층군 흥월리층
- 제천시 청풍면 황석리 지방도 제532호선 도로변의 흥월리 돌로마이트층
북위 37° 01′ 49.8″ 동경 128° 08′ 01.1″ / 북위 37.030500°  동경 128.133639°
- 제천시 청풍면 황석리 지방도 제532호선 도로변의 흥월리 돌로마이트층
북위 37° 02′ 02.1″ 동경 128° 07′ 46.6″ / 북위 37.033917°  동경 128.129611°
- 제천시 청풍면 황석리/사오리 지방도 제532호선 도로변의 흥월리 돌로마이트층
북위 37° 01′ 53.9″ 동경 128° 06′ 53.9″ / 북위 37.031639°  동경 128.114972°

### 삼태산층
대석회암층군 (삼태산층) 석회암(Ols; Ordovician Joseon supergroup Samtaesan formation, 三台山層, 또는 문곡층)은 청풍호를 중심으로 주변인 청풍면, 수산면, 덕산면 일대에 다소 넓게 분포하며 백색 내지 회색 괴상(塊狀) 또는 회백색~암회색 판상(板狀) 석회암으로 구성된다. 수산면과 덕산면, 청풍면 서쪽에서 서창리를 중심으로 발달하는 서창리층에 의해 부정합으로 덮이며 덕산면 남동부에서는 석회규산염암이 이 위에 놓이고 남동쪽 끝 단양군과의 경계 지역에서는 대동 누층군에 의해 부정합으로 덮인다.
금성면 월굴리(도로명주소 : 제천시 금성면 청풍호로 1316, 좌표 : 북위 37° 02′ 37.26″ 동경 128° 10′ 23.39″ / 북위 37.0436833°  동경 128.1731639° )에 드러난 금월봉 석회암은 청풍대교 가기 전 낮은 구릉 위에 있는 석회암 노두로 단층과 습곡 등 다양한 지질 구조가 관찰된다. 휴게소에서 금월봉 방향으로 가면서 붉은색으로 변질된 노두가 관찰되는데 이것은 남-북 방향의 단층이 발달한 흔적으로 이곳을 따라 석회암 층리의 방향이 변한다.
2024년 4월 현재 제천시 금성면 월굴리 지역에서는 국지도 제82호선과 지방도 제532호선의 도로 개량 공사가 진행되고 있어 아래 사진과 같이 곳곳에 삼태산층의 노두가 드러나 있다. 
제천시의 조선 누층군 삼태산층
- 금성면 중전리 중앙고속도로 남제천 나들목 남쪽
- 금월봉
- 금월봉
- 국지도 제82호선 도로변 공사현장, 금성면 월굴리
- 국지도 제82호선 도로변 공사현장, 금성면 월굴리
- 국지도 제82호선 도로변 공사현장, 금성면 월굴리
- 국지도 제82호선 도로변 공사현장, 금성면 월굴리
- 석회암층 내 습곡, 제천시 수산면 서곡로 596 입구 도로변
- 왼쪽 노두의 측면
- 왼쪽 노두의 측면
- 제천시 금성면 월굴리, 지방도 제532호선 도로변의 삼태산층 석회암
북위 37° 02′ 12.2″ 동경 128° 09′ 40.1″ / 북위 37.036722°  동경 128.161139°
- 제천시 청풍면 황석리, 청경명리조트(도로명주소: 제천시 청풍면 호반로 4060) 전면 지방도 제532호선 도로변
북위 37° 01′ 48.8″ 동경 128° 08′ 16.7″ / 북위 37.030222°  동경 128.137972°
- 제천시 청풍면 황석리, 청경명리조트(도로명주소: 제천시 청풍면 호반로 4060) 전면 지방도 제532호선 도로변
북위 37° 01′ 49.2″ 동경 128° 08′ 16.8″ / 북위 37.030333°  동경 128.138000°
- 제천시 청풍면 황석리/사오리 지방도 제532호선 도로변
북위 37° 01′ 47.1″ 동경 128° 07′ 55.1″ / 북위 37.029750°  동경 128.131972°
- 제천시 청풍면 황석리/사오리 지방도 제532호선 도로변
북위 37° 01′ 47.1″ 동경 128° 07′ 54.4″ / 북위 37.029750°  동경 128.131778°

### 석회규산염암

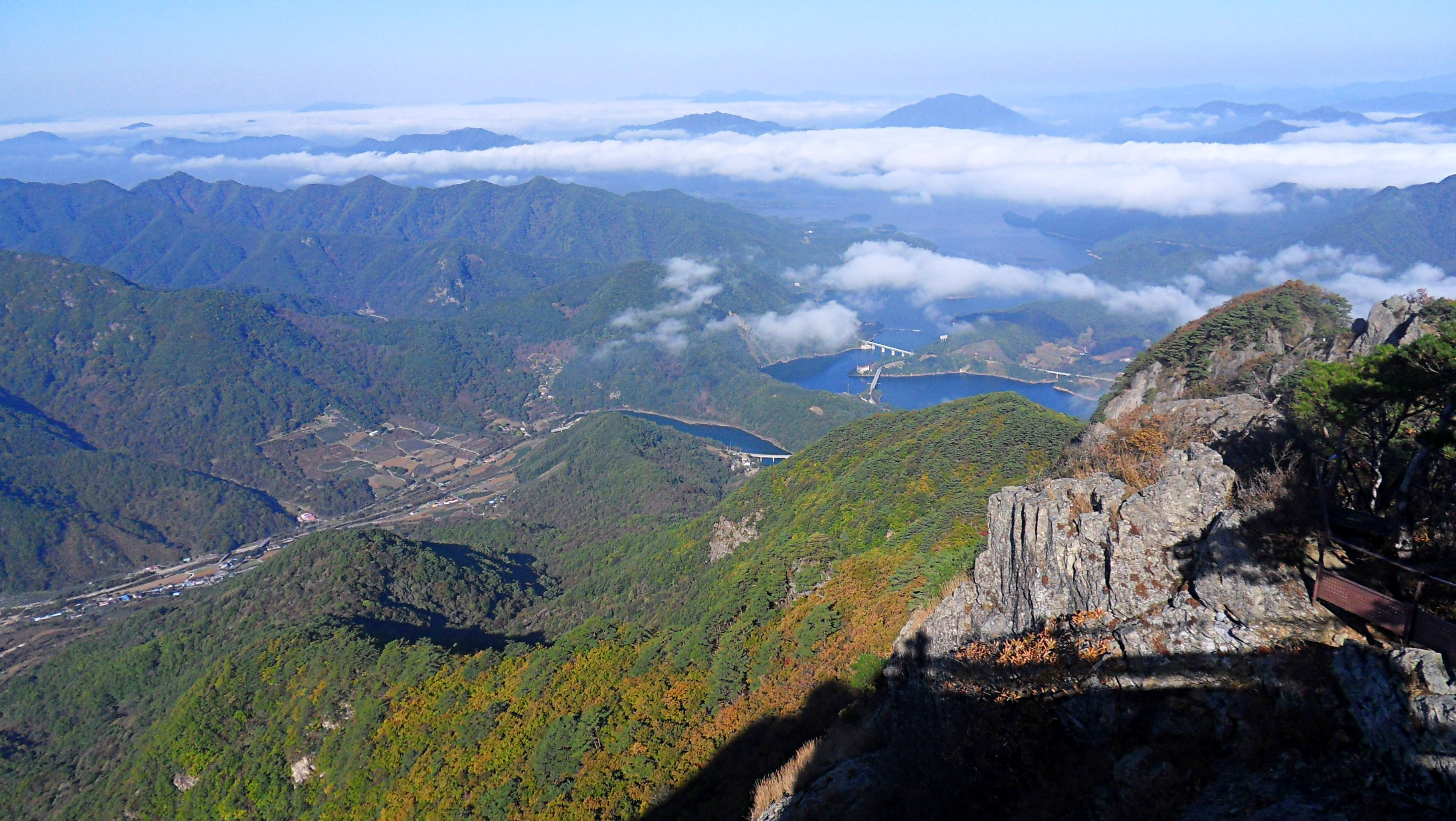
월악산에서 바라본 충주호. 사진의 암석은 조선 누층군 대석회암층군 석회규산염암에 해당하는 암석이다.

대석회암층군 석회규산염암(Olsi; 石灰珪酸鹽巖)은 청풍호 동쪽과 남쪽에 분포하는 화강암 관입 주변부에 분포하는 접촉변질대이다. 대석회암층군 석회암(Ols)보다 위에 놓이고 서창리층에 의해 부정합으로 덮인다. 금성면 월굴리와 수산면 일부 지역에 소규모로 그리고 제천시 남부에서 월악산을 중심으로 동쪽으로는 덕산면 도기리, 서쪽으로는 한수면 송계리에 이르기까지 분포한다. 본 암석 중에는 두께 약 30 m와 연장 3 km 내외의 흑색 점판암이 협재되며, 수산면 내리 소재 야미산정에는 녹니석편암이 협재된다. 본 암의 주향과 경사는 월악산 주변 지역에서는 북동 40~60°및 북서 45~60°가 지배적이며 수산면 내리 소재 야미산 부근에서는 남서 20°의 경사를 보인다.

### 고운리층
대석회암층군 고운리층(Gounri formation, 古雲里層)은 충주시 수안보면 고운리에서 그 명칭이 유래되었으며 충주시 고운리에서 살미면 공이리를 지나 제천시 한수면 복평리까지 북동-남서 방향으로 대상(帶狀) 발달하는 지층이다. 흑색 점판암, 세립결정질 석회암, 암갈색 변질천매암질암 그리고 석회규산암의 호층(互層)으로 구성된다. 고운리층은 조선 누층군 대석회암층군 석회규산염암(Olsi) 위에 정합으로 놓이는 듯하며 지층 경계는 확실치 않으나 교호층인 고운리층과 석회규산염암과는 구분이 가능하다. 고운리층 상부에는 서창리층이 부정합으로 놓이며 한수면 탄지리에서는 남-북 주향의 관봉 단층에 의해 서창리층과 접한다. 주향은 북동 40~70°이 지배적이며 경사는 북서 45~60°이 일반적이다.

## 시대 미상

### 천등산층
천등산층(Cheondeungsan formation, 天登山層)은 충주시 산척면과 제천시 백운면의 경계에 위치한 천등산을 중심으로 소규모로 발달하는 변성 퇴적암으로, 석회규산염암, 석회암, 함자철석미립(含磁鐵石微粒) 편마암으로 구성된다. 천등산층은 박달령 변성암류를 부정합으로 덮는다.

### 금수산 규암층
금수산 규암층(Keumsusan quartzite formation, 錦繡山 硅巖層)은 금수산을 중심으로 단양군과의 경계를 따라 금성면에서 남한강에 이르기까지 북서-남동 방향으로 분포하는 규암층이다. 석영편암, 규암 및 운모편암으로 구성되며 분포지역 서측의 화강암과 접하는 부분은 백운모가 소량 함유된 석영편암이고 그 바깥은 규암이며 특히 화강암의 북부에 분포하는 편상 화강암과 페그마타이트의 접촉부에서는 운모편암을 볼 수 있는데 이는 규암층의 원암(原巖)으로 추정된다. 따라서 본 규암층은 이질(泥質) 퇴적암을 층암으로 하여 변질된 후 다시 화강암의 관입을 받아 규화생성된 것으로 생각된다.

### 용암층
용암층(Yong-am formation, 龍巖層)은 제천시 덕산면 신현리 일대에 삼각형 모양으로 소규모 분포하는 지층이다. 조선 누층군 대석회암층군 석회암(Ols) 위에 부정합으로 놓이며 동북측과 남측은 단층에 의해 조선 누층군 돌로마이트층(Odo)과 접한다. 주로 흑색 점판암셰일 및 사질 셰일로 구성되며 암상에 있어서 평안 누층군과 유사하나 화석이 발견되지 않았고 흑색 점판암의 단일층으로 되어 있는 관계로 평안 누층군과의 대비가 곤란하다. 주향은 북동 25°또는 북서 15°, 경사는 북서 50°또는 남서 35° 를 나타내며 지층의 두께는 단층으로 인하여 판별하기 곤란하다.

## 옥천 누층군
옥천 누층군(Okcheon Supergroup, 沃川 累層群)은 옥천 습곡대에 분포하는 변성퇴적암 지층이다. 제천시 지역에서는 북노리층을 기저로 하여 서창리층을 부정합으로 덮으며 함력(含礫)천매암질암과 녹니석편암으로 구성된다.

### 서창리층
서창리층(Seochangri formation, 西倉里層)은 제천시 한수면 서창리에서 그 명칭이 유래된 변성 퇴적암으로, 하위의 조선 누층군을 부정합으로 덮고 있다. 제천도폭 지역에서는 천매암과 녹니석(綠泥石)편암 및 부산(婦山)을 중심으로 심한 혼성암(混成巖, contaminated rock)을 형성한 부분으로 구분된다. 황강리도폭 지역인 한수면과 그 주변 지역에서는 주로 암회색 천매암으로 구성된다.
제천시의 서창리층
- 북위 37° 01′ 49.6″ 동경 128° 09′ 14.8″ / 북위 37.030444°  동경 128.154111°
- 북위 37° 01′ 46.3″ 동경 128° 09′ 07.5″ / 북위 37.029528°  동경 128.152083°
- 북위 37° 02′ 00.1″ 동경 128° 06′ 11.1″ / 북위 37.033361°  동경 128.103083°

### 북노리층
북노리층(PZocp; Okcheon supergroup Buknori Formation, 北老里層)은 옥천 누층군의 기저 지층으로 제천시 한수면 북노리를 표식지로 한다. 제천시 한수면 일대에서 북노리를 중심으로 북동 방향으로 그리고 서창리를 중심으로 남-북 방향으로 서로 떨어져 발달한다. 전자의 지층은 북동 20~50°의 주향을 가지며 경사는 북서 65~80°또는 남동 30~70°이고, 북동 방향의 축을 갖는 배사와 향사 습곡구조가 발달하여 동일층의 반복이 관찰된다. 후자의 지층은 북북동 방향인 북동 30~40°의 주향과 북서 45~60°의 경사를 가지며, 부분적으로 규화 내지 혼펠스화 현상을 보인다. 본 층은 암회색을 띠고 석회암, 규암의 역(礫)과 석영립을 함유하며 편상 구조가 발달한다. 서창리층을 부정합으로 덮는다. 제천시 청풍면 오산리 지방도 제532호선 도로변에는 아래 사진과 같이 북노리층의 노두가 드러나 있다.
제천시의 북노리층
- 북위 37° 00′ 36.8″ 동경 128° 05′ 51.4″ / 북위 37.010222°  동경 128.097611°
- 북위 37° 00′ 38.4″ 동경 128° 05′ 49.4″ / 북위 37.010667°  동경 128.097056°
- 북위 37° 00′ 38.4″ 동경 128° 05′ 49.4″ / 북위 37.010667°  동경 128.097056°
- 북위 37° 00′ 40.3″ 동경 128° 05′ 47.4″ / 북위 37.011194°  동경 128.096500°
- 북위 37° 00′ 40.4″ 동경 128° 05′ 47.3″ / 북위 37.011222°  동경 128.096472°
- 북위 37° 00′ 40.4″ 동경 128° 05′ 46.9″ / 북위 37.011222°  동경 128.096361°
- 북위 37° 00′ 40.6″ 동경 128° 05′ 46.7″ / 북위 37.011278°  동경 128.096306°
- 북위 37° 00′ 40.8″ 동경 128° 05′ 46.6″ / 북위 37.011333°  동경 128.096278°

### 명오리층
명오리층(PZocmy; okcheon supergroup Myeongori formation, 鳴梧里層)은 충주시 동량면 명오리를 표식지로 하는 지층이다. 하부의 북노리층 및 상부의 황강리층과 정합 관계이며 서측의 [[황강리층]과 동측의 북노리층 분포지역 사이 황강리에서 명오리를 거쳐 한수면 서창리까지 발달한다. 지층의 주향은 북동 35~65°이며 경사는 층 내에 발달하는 습곡의 영향으로 남동 50~85°및 북서 75°의 변화를 보인다.

### 황강리층
황강리층(PZoch; okcheon supergroup Hwanggangri formation, 黃江里層)은 제천시 한수면 황강리에서 이름이 유래되었으며 충주시 살미면 내사리와 문화리에서 제천시 한수면 황강리와 역리를 거쳐 충주시 동량면으로 이어지는 지층이다. 이 지층은 원래 옥천군에서부터 제천시까지 매우 길게 이어져 오는 지층으로, 제천시 황강리에서 이름이 유래되었지만 사실 제천시 내 분포면적은 매우 작으며 황강리, 역리, 서창리 일부 지역에만 분포한다. 황강리층 하부에는 명오리층이 상부에는 문주리층(제천시에 분포하지 않음)이 정합적으로 놓인다. 황강리층은 전체가 암회색 함력(含礫)천매암질암으로 구성되며 북노리층의 함력(含礫)천매암질암과는 암상이 약간 다르다.

## 중생대화강암

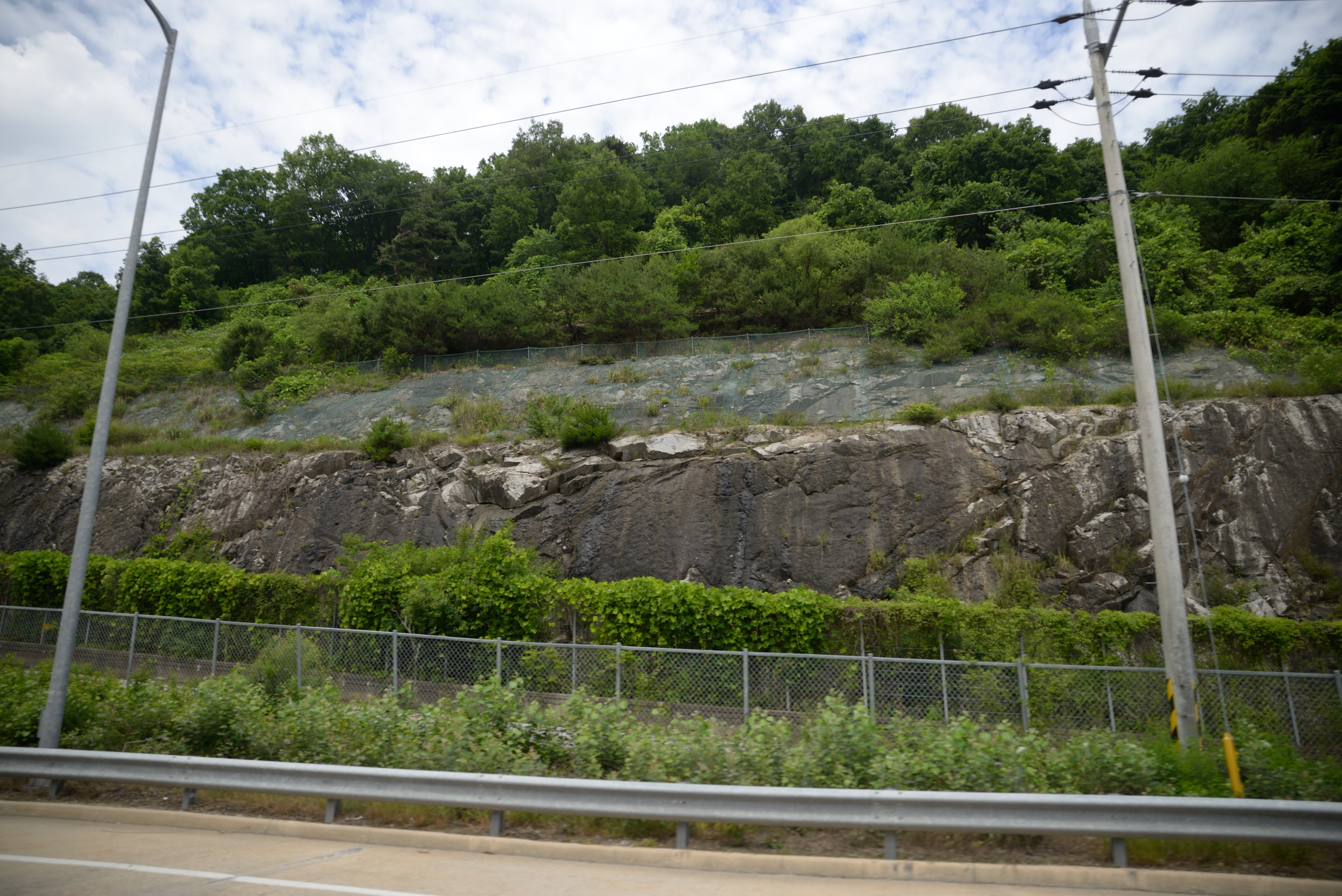
금성면 월림리, 중앙고속도로 제천휴게소 남동측에 드러난 중생대 백악기 불국사 화강암 반상 화강암(os)의 노두

제천시 시내 지역과 금수산 주변, 월악산 주변에는 중생대에 관입한 화강암이 분포한다. 

### 흑운모 화강암
월악산 주변, 덕산면 월악리와 한수면 송계리 일대에 분포하는 흑운모 화강암은 단양 사인암에서 월악산을 지나 문경새재 지역까지 분포하는 대규모 화강암체의 일부로, 조선 누층군 대석회암층군과 서창리층을 관입한다. 월악산 일대는 원래 조선 누층군 대석회암층군의 석회암 지대였으나, 중생대 백악기에 석회암 지층에 마그마가 올라와 식으면서 화강암이 형성되었다. 이때 뜨거운 마그마의 열과 압력으로 석회암의 성질이 변하여 석회규산염암이 형성되었다. 금수산 서쪽에 분포하는 흑운모 화강암은 조선 누층군 대석회암층군 석회암(Ols)과 금수산 규암층(Kq) 사이에 관입한다.

### 구담봉
구담봉은 제천시 수산면 괴곡리와 단양군 단성면 장회리의 경계에 있는 한국의 화강암 지형이며 표고 330 m의 봉우리이다.
구담봉

### 평동 화강암
제천시 백운면 남부 일대에 분포하는 평동 화강암은 박달령 변성암류와 천등산층을 관입하며 분포 지역은 풍화와 침식을 심하게 받아 저지대를 형성한다.

### 송학 흑운모 화강암
송학면 일대와 제천시내 주변에는 송학 흑운모 화강암 또는 제천 화강암이 분포한다. 송학 흑운모 화강암과 접하는 변성암 및 퇴적암류는 장년기 지형을 이루고 송학 화강암은 저지대를 형성하여 이 화강암이 분포하는 제천시내 지역은 분지를 형성하고 있다. 조선 누층군과 서창리층 천매암 그리고 박달령 변성암류를 관입하고 있다.

### 반상 화강암
불국사 화강암 반상 화강암은 제천조차장역 주변 강제동, 천남동, 신동, 봉양읍 삼거리, 구곡리, 공전리, 연박리, 북부 장평리에 분포하는 반상(斑狀) 화강암이다.

## 단층
제천시에는 대규모의 단층은 지나지 않고 중,소규모의 단층만이 발달한다.

### 당골 단층
당골 단층은 횡성군 강림면 강림리에서 제천시 송학면 송학리까지 북서 30°의 주향으로 발달하는 수직 단층이다. 단층 계곡을 형성하고 있다.

### 황계덕 단층
황계덕 단층은 제천시 송학면 도화리에서 봉양읍 명암리를 지나 원주시 신림면 용암리까지 이어지는 북서 80°주향의 단층이다. 단층 계곡을 형성하며 명암리 서부에서는 중앙고속도로와 거의 일치하게 발달한다.

### 대장리 단층
대장리 단층은 제천시 금성면 대장리에 소재하며, 해당 지역의 조선 누층군 대석회암층군 돌로마이트층을 절단한다.

### 금수산 단층
금수산 단층은 금수산 규암층을 절단하는 경사 단층이다.

### 대덕산 단층
대덕산 단층은 제천시 금성면 월굴리 서측의 대덕산 근처를 북서 주향으로 지나는 단층으로 서창리층을 절단한다.

### 수름산 단층
수름산 단층은 수름산과 제천시 청풍면 후산리를 지나는 북동 25°주향의 힌지 단층이다.

### 관봉 단층
관봉 단층은 한수면 서창리 소재 관봉(冠峰)을 중심으로 남-북으로 발달하는 단층으로 청풍면 진목리에서 한수면 서창리를 거쳐 덕산면 수산리까지 이어지며 서측이 하락하고 동측이 상승하였다. 연장은 11 km 정도이다.

### 봉화재 단층
봉화재 단층은 수산면 오티리와 한수면 덕곡리의 경계에 위치한 봉화재를 북서 45°주향으로 지나는 단층으로 용암층(y)이 분포하는 남서부가 하락하고 조선 누층군 대석회암층군이 분포하는 북동부가 상승하였다. 연장은 6 km 정도이다.

### 구곡리 단층
구곡리 단층은 수산면 구곡리를 북동 55°의 주향으로 지나가는 단층으로 조선 누층군 돌로마이트층(Odo)이 분포하는 남동부가 상승하고 석회암층(Ols)이 분포하는 북서부가 하락하였다. 연장은 5 km 정도이다.

### 국사봉 단층
국사봉 단층은 청풍면 장선리 소재 국사봉 남쪽 계곡에 있는 동-서 주향의 소규모 단층이다. 서창리층을 절단한다.

## 광산과 지하자원
제천시 남부 조선 누층군과 옥천 누층군 중에 포함된 각종 광상(鑛床)은 후기의 화성 작용의 영향을 받아 산성 심성암류와의 접촉부에 광상을 형성하고 있다. 특히 월악산 화강암 주변에는 구리-납-아연 및 텅스텐-몰리브데넘 광상이 다수 분포한다.
주식회사 대한광산개발은 최근인 2024년 소유 광산 중 한 곳인 제천광산(전 금풍광산)에서 고품위의 금맥이 발견되어 금 생산을 재개한다고 밝혔다. 시료채취 결과 톤당 13 g의 금이 함유되어 있었으며 이는 기존의 금광보다 높은 수치이다.

### 동명 중석-휘수연광상
동명 중석-휘수연광상은 제천시 송학면 무도리-자곡리에 위치하며 쥐라기의 제천 화강암체와 조선 누층군 및 갑산층 내 석회암층과의 접촉부를 따라 발달하는 스카른형 회중석 접촉교대광상이다. 퇴적암류를 관입한 화강암 접촉부에는 부분적으로 스카른이 형성되어 중석과 휘수연석이 부존한다. 주요 구성광물은 회중석이며 소량의 황철석, 자류철석, 방연석, 황동석 등이 산출된다.

### 월악 중석-몰리브데넘광상
월악 중석-몰리브데넘광상 또는 월악 중석광산(月岳重石鑛山)은 제천시 덕산면 월악리에 소재한 이 광산은 중석, 휘수석(輝水石), 창연(蒼鉛; 비스무트)의 광종(鑛種)으로 등록되어 있고 일제 강점기인 1939년부터 개발에 착수하였다. 광산의 지질은 조선 누층군 석회규산염암 위에 서창리층이 부정합으로 덮여 있으며 서부와 남부에 흑운모 화강암이 관입하고 있다. 본 광산의 광물은 흑중석, 회중석, 휘수연석, 창연 등이고 황동석, 방연석, 섬아연석 등이 수반된다. 광산은 동산지구와 광천지구로 구분된다. 동산지구에는 6개 석영맥이 발달하며 철망간중석, 회중석, 휘수연석, 비스무트, 황철석, 황비철석, 황동석, 자황철광(磁黃鐵鑛), 섬아연석, 방연석 등이 산출된다. 광천지구에는 2개 석영맥이 채광되었으며 철망간중석, 회중석, 휘수연석, 휘창연(輝蒼鉛), 황철석, 황비철석, 황동석, 큐버나이트(cubanite), 섬아연석, 황석석(黃錫石), 자황철광, 방연석, 티탄철광(ilmenite), 납-비스무트 황염광물, 백철석(白鐵石) 등이 산출되며 맥석광물로 석영, 백운모, 방해석, 녹주석, 능망가니즈석(rhodochrosite), 형석, 능철석 등이 있다.

### 우석광상
우석광상(友石鑛床)은 제천시 청풍면(북위 36° 59′ 52″ 동경 128° 10′ 33″ / 북위 36.99778°  동경 128.17583° )에 위치하며 옥천변성대 동북부 황강리광화대에 속하는 스카른 및 열수 광상이다. 광산의 지질은 조선 누층군의 석회암과 광상 동측에 관입한 백악기 무암사 화강암으로 구성된다. 광상은 스카른 및 맥상광체로 텅스텐, 몰리브데넘, 철 및 구리, 납, 아연 광화작용을 수반하며, 스카른은 하부갱에서만 발달한다. 우석광상에서는 자류철석, 황동석, 황철석, 섬아연석, 방연석, 자철석, 적철석, 휘수연석, 회중석, 철망간중석, 유비철석 등이 발달하며 스카른 광물로 석류석과 휘석이 산출된다. 우석광상은 하부에서 상부로 1호광체, 2호광체 그리고 3호광체로 구분된다. 1호광체는 괴상(塊狀)광체와 이를 절단한 광맥으로 구성된다. 괴상(塊狀)광체는 결정질석회암을 교대하고 자류철석, 자비철석, 황동석, 섬아연석, 방연석, 형석으로 구성되며, 광맥은 자비철석, 방연석, 섬아연석, 능망가니즈석으로 구성되고 약간의 황동석, 황철석, 형석을 수반한다. 2-3호 광체는 북동 주향에 북서로 경사하고 자류철석, 황동석, 형석을 주로 하고 소량의 황철석, 자철석, 유비철석, 섬아연석, 방연석을 수반한다.

### 당두 연-아연 광상
당두 연-아연 광상 또는 당두광산(當頭鑛山)은 제천시 금성면 중전리(북위 37° 02′ 59″ 동경 128° 11′ 24″ / 북위 37.04972°  동경 128.19000° )에 위치한 연-아연 스카른 광상이다. 광산의 지질은 선캄브리아기 변성암류(서창리층), 조선 누층군의 돌로마이트, 석회암, 석회규산염암, 이를 관입한 중생대의 화강암류 및 암맥들로 구성되며 광상은 조선 누층군 석회암 내 열극을 교대하였다. 제천 지질도폭(1967)에 의하면 일제 강점기 개발된 광산으로 광상은 남쪽에 관입한 화강암에 의한 접촉 교대의 자철광, 구리, 아연 광상으로서 석회암을 층상(層狀)으로 교대한다. 구리, 아연 광상의 연석(鉛石)은 1~2 mm 정도의 방연광, 섬아연석, 황철석과 소량의 황동석으로 되어 있다. 자철광체는 아연 광체로부터 700~800 m 남쪽에 위치한다. 당두광산의 주요 광물로는 섬아연석, 황동석, 자류철석, 방연석, 자철석, 황철석이 있으며 소량의 자연 비스무트, 휘창연석, 백철석 등이 수반된다. 스카른 광물로는 녹렴석, 녹니석, 석류석, 단사휘석, 투각섬석, 석영, 방해석이 있다.

### NMC 몰랜드 광산 (구 금성 휘수연-중석광산)
금성 휘수연-중석광상, 현재의 NMC 몰랜드 광산은 제천시 남쪽 10 km, 북위 37°01'00"~37°06'30", 동경 128°09'30"~128°16'30"에 위치한 광산이다. 이 광산은 1966년 11월 발견되어 금성광산으로 개발하였으나 채산성 악화로 1988년 휴광하였고, 2010년 재개발하여 광산 이름을 NMC 몰랜드 광산으로 바꾸고 몰리브데넘을 생산하고 있다. 2012년에는 1일 1,300톤의 몰리브데넘 원광을 생산, 처리할 수 있는 능력을 갖추게 되었다.
이 광상은 조선 누층군 영월층군 삼태산층과 쥐라기 제천 화강암의 접촉부 부근에 발달하는 스카른 광상으로 중석과 휘수연석이 산출된다. 스카른대는 주로 석류석, 녹렴석, 녹니석, 투철휘석, 규회석, 석영 등의 스카른 광물과 휘수연석, 회중석, 황철석, 자류철석 등의 광물이 산출된다. 이 광상은 지표 상에서 쥐라기 제천 화강암과 인접해 있어 과거 제천 화강암이 관계화성암으로 간주되었으나 최선규 외(2007)는 남쪽으로 다소 떨어져 있는 백악기 무암사 화강암이 관계 화성암일 것이라고 주장하였으며 이후 신영홍 외(2014)는 중력탐사를 실시하여 지하에서 백악기의 무암사 화강암이 광산 하부로 연장되어 본 광상 형성의 관계화성암으로 작용하였을 것으로 추정하였다.

### 동아광산
동아광산은 제천시 한수면(북위 36° 56′ 54.6″ 동경 128° 11′ 27.4″ / 북위 36.948500°  동경 128.190944° )에 위치한 석면 광산이며 광산의 지질은 조선 누층군 석회암과 돌로마이트로 구성되며 흑운모 화강암에 의해 교대 생성된 투각섬석대가 있다. 1920년대부터 1960년대까지 투각섬석 계열의 석면을 채굴하였으며 1941년 전국 석면 생산량의 90%를 차지했다는 기록도 있다. 본 광산은 국내에서는 보기 드물게 석회암 내에 석면이 배태되어있으며 광범위하게 광산 주변이 오염되어 있다. 주사전자현미경 관찰 결과 석면의 장경은 5~250 µm이며 암석 시료의 석면 결정은 침상 형태이다. 이 광산에 대해 김주현(2014)은 토양 중 트레모라이트 석면(tremolite asbestos)이 산출된다고 보고하였으나 권지운 외(2014)는 토양시료 중의 트레모라이트-악티노라이트는 전형적인 석면이 아니며 광산이 아닌 기반암에서 기인한 것으로 해석하였다.

### 기타 광산
제천 지질도폭 지역 (제천시 북부)
철광상은 자철광상과 갈철광상의 2종이 부존되어 있다. 자철광상은 조선 누층군 삼태산층에 화강암의 관입 접촉으로 형성된 접촉광상이며 갈철광상은 조선 누층군 흥월리층 돌로마이트에 부존되며 지표에 발달하는 테라로사 중에 갈철광이 침전되어 크고 작은 광괴(鑛塊) 등을 형성하고 있다. 구리, 납, 아연광상은 서창리층 및 삼태산층의 석회암에 관입한 화강암에 의해 형성된 접촉교대광상으로서 그 규모는 대부분 작다.
- 제천갈철광산(堤川褐鐵鑛山) : 청풍면 황석리의 조선 누층군 흥월리층 내에 존재하는 풍화 잔류광상(殘留鑛床)이다. 광상은 크고 작은 덩어리 모양으로 돌로마이트층 층리를 따라 침전(沈澱)되어 있으며 두께는 10~15 cm 정도이다. 조선 누층군 흥월리층의 주향과 경사는 북서 65°및 남서 35°이며 광상이 분포하는 지표에는 테라로사가 발달한다. 채취한 시료의 화학 분석 결과 철 56.34%, 이산화 규소 5.1%, 황 0.16%, 인 0.14%이다.
- 제천 제 57, 58호 광산 : 금성면 석동골에 위치한다. 아연과 철이 있으며 철광상은 자철광상과 갈철광상의 2종류로서 이중 자철광상은 서창리층을 관입 접촉한 화강암에 의해 형성된 접촉 광상이다. 갈철광상은 서창리층 중에 침전된 잔류광상으로서 지표에는 테라로사가 분포한다. 화학 분석 결과 자철석은 철 42.4%, 이산화 규소 26.77%, 황 0.3%, 인 0.17%이며 갈철석은 철 25.97%, 이산화 규소 51.27%, 황 0.14%, 인 0.39%이다.
- 제천 제 50호 광산 : 청풍면 교리에 위치한다. 조선 누층군 삼태산층 석회암에 화강암의 관입 접촉으로 형성된 접촉 광상이다. 광체는 모암인 석회암층의 층리(주향 북동 20°, 경사 북서 33°)에 따라 교대되어 형성되어 있고 교대가 완전이 이루어지지 않은 석회암중에 자철석의 결정(結晶)이 다수 생성되어 있으며 자류석을 볼 수 있다. 채취된 시료의 품위는 철 57.1%, 이산화 규소 7.86%, 황 0.62%이다.
- 월림방해석광산(月林方解石鑛山) : 제천분기점 부근인 금성면 위림리에 위치한다. 본 광산은 대한연료공업주식회사 소유로 1963년 12월 1일에 시업하였다. 삼태산층에 화강암의 관입으로 형성된 방해석의 광상으로서 결정의 크기는 2~3 mm 정도이며 회백색 내지 회색을 띤다. 채취한 시료의 품위는 산화 칼슘 54.93%, 산화 마그네슘 0.50%, 이산화 규소 0.66%이다.

황강리 지질도폭 지역 (제천시 남부)
- 문화탄광(文華炭鑛) : 덕산면과 문경시 동로면의 경계에 있는 문수봉에 위치한 탄광이다. 광산의 지질은 조선 누층군 대석회암층군 상부 석회규산염암과 이를 부정합으로 덮는 중생대의 대동 누층군으로 구성된다. 대동 누층군이 석탄을 함유하고 있으며 주로 암회색 세립사암과 흑색 점판암중에 협재되는 흑연질 무연탄이다.
- 천덕 활석광산(千德滑石鑛山) : 조선 누층군 대석회암층군 석회암(Ols)이 분포하는 청풍면 양평리에 소재하는 광산이다. 조선 누층군의 돌로마이트질 석회암이 활석화(滑石化)작용을 받아 생성된 것으로서 백색 중립질 돌로마이트질 석회암중에 포함된 것이다. 그러나 활석화 작용의 요인이 된 화성암을 발견할 수 없는 점으로 보아 그 성인(成因)을 알 수 없다. 활석 광체(鑛體)는 일반적으로 30 cm 내외의 폭을 갖고 있으나 1 m가 되는 것도 볼 수 있으며 노두에서 100 m의 연장을 확인할 수 있었다. 남-북의 주향을 보이고 경사는 거의 수직이다.
- 영창 활석광산(永昌鑛山) : 수산면 괴곡리에 소재한다. 조선 누층군 대석회암층군 석회암(Ols)과 이에 접한 각섬질암 하부에 광체가 발달한다.
- 도전 형석광산(道田螢石鑛山) : 덕산면 도전리에 소재한다. 대석회암층군의 충식(蟲蝕)석회암과 흑회색 내지 백색의 석회암으로 구성되는데 부분적으로 규화되어 있다. 이들 석회암에 염기성 암맥, 석영, 방해석의 암맥이 다수 관입되는데 형석 광상은 이들로부터 생성된 것이다.
- 복수 동광산(福峀銅鑛山) : 수산면 지곡리에 소재한 동광상(銅鑛床)으로 조선 누층군 대석회암층군 돌로마이트와 석회암이 분포하는 곳으로서 광산 주변 지층의 주향과 경사는 북서 10°및 북동 60°가 일반적이며 암회색 내지 흑색을 띤다. 동부에는 흑운모 화강암이 관입하고 있는데 그 접촉부에서는 다량의 자류석(柘榴石)과 베수비아나이트(vesuvianite)를 함유한다. 이 광산에는 동(銅; 구리)을 함유한 2개의 광맥이 발달한다. 채취된 시료의 평균 품위(品位; 광물의 비율)는 구리 4.8%, 납 2.04%, 아연 0.29%, 금 2.5%, 은 487.65g/t이다.
- 제삼욱광산(第三旭鑛山) : 청풍면 읍리 소재 망월산의 북측 사면, 청풍대교 부근에 위치한다. 주변에 조선 누층군 대석회암층군 석회암이 분포하고 남한강과 맞닿은 동쪽에는 흑운모 화강암이 관입해 있다. 석회암 중에 있는 금은동 외에 아연을 수반하고 있어 이를 채굴하는 접촉교대광상(接觸交代鑛床)이다. 본 광산의 갱도 내에서는 북동 18°과 남동 68°의 주향과 경사를 갖는 비교적 큰 단층과 북동 70°로 주행하는 단층이 발견되었다.
- 덕산 아연광산(德山亞鉛鑛山) : 덕산면 도기리 양주동(陽珠洞)에 위치한 아연광산이다. 지질은 조선 누층군 대석회암층군의 석회암과 동부에는 대동 누층군의 암회색 중립사암이 분포한다. 석회암의 주향과 경사는 북동 65°및 북서 35°이며 상당히 규화된 양상을 보이고 제2호 갱도에서는 함(含)자류석 석회암이 발달한다. 광상은 석회암 지층 내에 있는데 열수교대(熱水交代)에 의해 생성되었으며 광체(鑛體)는 석회암 중에 발달하는 주향단층과 층리면에 그 구조가 지배받고 있으며 북서 10°~북동 55°, 북서 50~70°로 발달한다. 맥폭(脈幅)은 15~110 cm이며 갱도 내에서의 연장은 약 50 m이다. 광물로는 섬아연석과 방연광(方鉛鑛)이 주가 되고 유화철(硫化鐵)이 있으며 교대작용에 의해 발생된 자류석을 함유한다.[4]
- 국창 아연광산(國倉亞鉛鑛山) : 청풍면 도리에 소재하며 주변에 조선 누층군 대석회암층군의 백색 내지 담회색 석회암이 북동 50°의 주향 및 북서 50°의 경사로 분포한다. 석회암을 후기에 관입한 흑운모 화강암은 석회암을 규화시키고 부분적으로 재결정(再結晶)되었다. 석회암 내에 아연과 형석, 자류철석(磁硫鐵石)이 부존되어 있다. 지표에서 채취한 자류철석의 시료 분석 결과 황이 17.30%, 철이 30.53%로 나타났으며 갱도에서 채취된 아연광의 평균품위는 납 1.1%, 아연 3.16%, 구리 0.11%, 비소 0.23%, 황 17.04%, 철 27.83%이다.
- 수산갈철망간광산(水山褐鐵Manganese鑛山) : 수산면 적곡리 북측의 낮은 산릉에 위치한다. 조선 누층군 대석회암층군 하부의 돌로마이트층(Odo)이 모암(母巖)이 되며 서측에는 석회암이 덮이고 동측에는 흑운모 화강암이 관입하고 있어 그 주변부에 광상이 발달한다. 이 지역에는 두께 1~2 m의 테라로사가 발달하고 그 밑에 돌로마이트층이 있고 갈철광석(褐鐵鑛石)은 이들 테라로사 중에 크고 작은 덩어리 모양으로 나타난다. 자철광의 광물 평균 비율은 철 50.95%, 황 0.28%, 인 0.22%이다. 망간 광상은 흑색 내지 흑갈색 망간토(土)가 덮인 하부에 돌로마이트 층리의 주향에 평행한 방향이나 직교하는 방향으로 직립된 맥상(脈狀)으로 분포하며 맥폭(脈幅)은 0.5~1 m이다. 망간 광상은 갈철광상이 형성된 후 흑운모 화강암의 관입 시 열수용액의 작용에 의하여 형성된 것으로 생각된다. 광물의 비율은 망가니즈 34.84%, 철 12.07%, 이산화 규소 13.3%이다.

## 같이 보기
- 한국의 지질
- 조선 누층군
- 옥천 누층군
- 제천시